# Kallur, Sampgaon
Kallur là một làng thuộc tehsil Sampgaon, huyện Belgaum, bang Karnataka, Ấn Độ.